# 耿亮
耿亮（1948年—），汉族，中华人民共和国政治人物、第十一届全国政协委员。
加入中国共产党，担任上海证券交易所理事长、党委书记。2008年，当选第十一届全国政协委员，代表经济界，分入第三十五组。并担任经济委员会专委。